# Jaja (wyspa)
Jaja (ros. Яя) – wyspa w archipelagu Wysp Nowosyberyjskich, w pobliżu wysp Stołbowej i Bielkowskiej, odkryta w 2013 r.

## Historia odkrycia

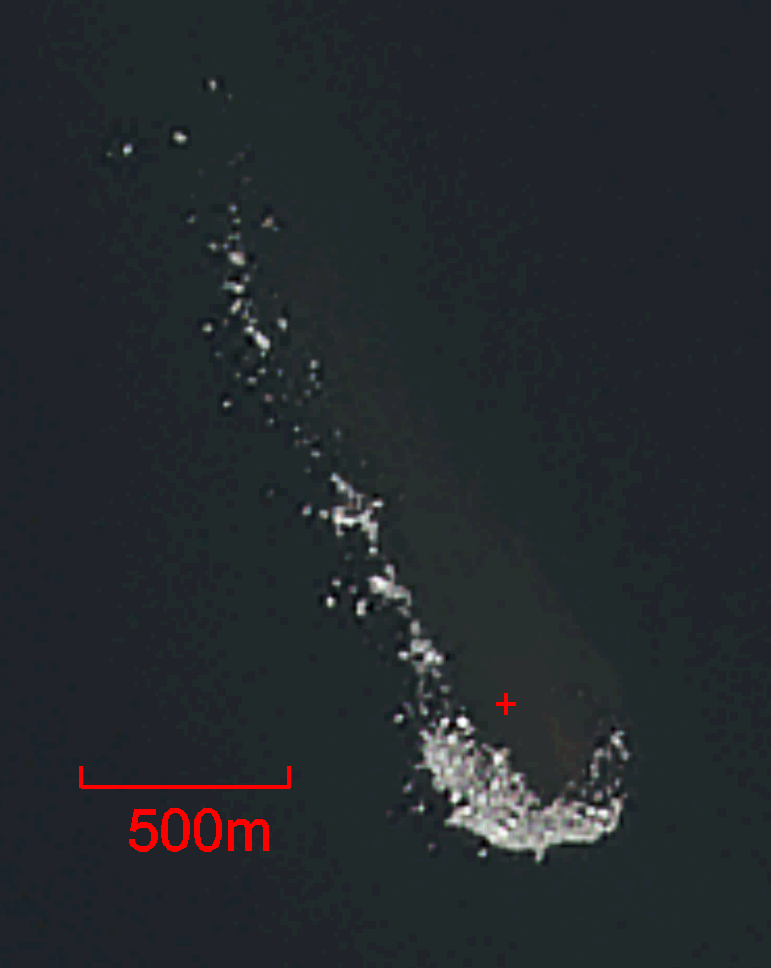
Akumulacja kry na płyciźnie na miejscu dawnej wyspy Wasiljewskiej, czerwonym krzyżykiem zaznaczono punkt o współrzędnych 73°59′25.2″N 133°05′28.1″E. Zdjęcie z satelity Sentinel-2 (Europejska Agencja Kosmiczna), 2 września 2016.

Wyspa została odkryta przez załogi dwóch śmigłowców Mi-26 pod dowództwem Aleksandra S. Matwiejewa. Położenie wyspy zostało naniesione na nawigację GPS i potwierdzone podczas ponownego przelotu.

Historyk-geograf Siergiej Ryży wyjaśnił, w jaki sposób wyspa zyskała swoją nazwę:

Po odkryciu wyspy załoga postanowiła nazwać ją Bounty, ze względu na podobieństwo do atolu z reklamy batonu. Gdy jednak chcieli ustalić, kto pierwszy dostrzegł wyspę, wszyscy zaczęli mówić „Ja, ja, ja!”. Wtedy postanowiono nazwać wyspę Jaja.